# Convolvulàcies
Les convolvulàcies (Convolvulaceae) són una família de plantes angiospermes de l'ordre de les solanals (Solanales), dins del clade de les làmides, un subclade de les astèrides. Inclou prop de 60 gèneres i més de 1.650 espècies ditribuides arreu del món, és una família cosmopolita, entre les espècies ben conegudes es troben la corretjola (Convolvulus arvensis) o la moniatera (Ipomoea batatas).
Algunes espècies contenen alcaloides, com Operculina turpethum, anomenada turbit en català, Ipomoea purga, de nom comú xalapa, i Ipomoea violacea, coneguda com a meravelles.

## Descripció
Adopten la forma principalment de plantes herbàcies però també hi ha lianes, arbusts i arbres. Les fulles es dispoen de manera alterna i poden ser simples o compostes. Es caracteritzen per les flors amb forma d'embut i de simetria radial. Acostumen a tenir 5 pètals soldats, 5 sèpals i 5 estams. El fruit pot tenir la forma de càpsula, baia o núcula.

## Taxonomia
Aquesta família va ser descrita per primer cop l'any 1789, amb el nom de Convolvuli, a l'obra Genera Plantarum pel botànic francès Antoine-Laurent de Jussieu (1748 – 1836).

### Gèneres
Dins d'aquesta família es reconeixen els 58 gèneres següents:
- Aniseia Choisy
- Argyreia Lour.
- Astripomoea A.Meeuse
- Bonamia Thouars
- Calycobolus Willd. ex Schult.
- Calystegia R.Br.
- Camonea Raf.
- Cardiochlamys Oliv.
- Cladostigma Radlk.
- Convolvulus L.
- Cordisepalum Verdc.
- Cressa L.
- Cuscuta L.
- Daustinia Buril & A.R.Simões
- Decalobanthus Ooststr.
- Dichondra J.R.Forst. & G.Forst.
- Dicranostyles Benth.
- Dinetus Buch.-Ham. ex D.Don
- Dipteropeltis Hallier f.
- Distimake Raf.
- Duperreya Gaudich.
- Erycibe Roxb.
- Evolvulus L.
- Falkia Thunb.
- Hewittia Wight & Arn.
- Hildebrandtia Vatke
- Humbertia Lam.
- Hyalocystis Hallier f.
- Ipomoea L.
- Itzaea Standl. & Steyerm.
- Jacquemontia Choisy
- Keraunea Cheek & Sim.-Bianch.
- Lepistemon Blume
- Lepistemonopsis Dammer
- Lysiostyles Benth.
- Maripa Aubl.
- Merremia Dennst. ex Endl.
- Metaporana N.E.Br.
- Nephrophyllum A.Rich.
- Neuropeltis Wall.
- Neuropeltopsis Ooststr.
- Odonellia K.R.Robertson
- Operculina Silva Manso
- Paralepistemon Lejoly & Lisowski
- Petrogenia I.M.Johnst.
- Polymeria R.Br.
- Porana Burm.f.
- Poranopsis Roberty
- Rapona Baill.
- Remirema Kerr
- Rivea Choisy
- Seddera Hochst.
- Stictocardia Hallier f.
- Stylisma Raf.
- Tetralocularia O'Donell
- Tridynamia Gagnep.
- Wilsonia R.Br.
- Xenostegia D.F.Austin & Staples

### Sinònims
Els següent nom científic és un sinònims heterotípic de Convolvulaceae:
- Cuscutaceae Dumort.

## Usos
Dintre de la família de les convolvulàcies hi ha espècies amb una importància econòmica important, en destaquen els gèneres Ipomoea i Convolvulus, amb espècies que són utilitzades com a plantes ornamentals degut a les seves flors, i amb la peresència al mercat de diferents varietats cultivars. Addicionalment també cal citar la moniatera, un conreu econòmicament important en molts països i essencial en alguns, el moniato és el cinquè conreu en importància als tròpics i el setè del món per volum de producció després del blat, l'arròs, el blat de moro, la patata, l'ordi i la mandioca.